# 乾安站
乾安站，位于中华人民共和国吉林省松原市乾安县水字镇，是通让铁路上的火车站，建于1966年，由沈阳铁路局管辖。

## 車站周邊
- 中国邮政储蓄银行水字镇支行
- 中国联通水字营业厅
- 水字镇人民政府
- 水字镇医院
- 水字客运站

## 歷史
- 建于1966年。

## 外部連結
- 中国铁路客户服务中心（页面存档备份，存于）